# 舊米爾克里克 (伊利諾伊州)
舊米爾克里克（英語：Old Mill Creek）是位於美國伊利諾伊州萊克縣的一個村落。

## 地理
舊米爾克里克的座標為42°25′19″N 87°58′57″W / 42.42194°N 87.98250°W，而該地最高點為海拔高度219米（即719英尺）。

## 人口
根據2010年美國人口普查的數據，舊米爾克里克的面積為28.01平方千米，當中陸地面積為27.56平方千米，而水域面積為0.45平方千米。當地共有人口178人，而人口密度為每平方千米6人。